# Niemiecka Republika Demokratyczna na Zimowych Igrzyskach Olimpijskich 1972
NRD na Zimowych Igrzyskach Olimpijskich 1972 reprezentowało 42 zawodników: 29 mężczyzn i trzynaście kobiet. Był to drugi start reprezentacji NRD na zimowych igrzyskach olimpijskich.

## Zdobyte medale
| Medal  | Zawodnik                                                         | Dyscyplina           | Konkurencja                  | Rezultat     |
| ------ | ---------------------------------------------------------------- | -------------------- | ---------------------------- | ------------ |
| Złoto  | Ulrich Wehling                                                   | Kombinacja norweska  | indywidualnie                | 413,340 pkt  |
| Złoto  | Wolfgang Scheidel                                                | Saneczkarstwo        | Jedynki mężczyzn             | 3:27,58 min  |
| Złoto  | Horst Hörnlein, Reinhard Bredow                                  | Saneczkarstwo        | Dwójki mężczyzn              | 1:28,35 min  |
| Złoto  | Anna-Maria Müller                                                | Saneczkarstwo        | Jedynki kobiet               | 2:59,18 min  |
| Srebro | Hansjörg Knauthe                                                 | Biathlon             | Bieg na 20 km mężczyzn       | 1:16:07,50 h |
| Srebro | Harald Ehrig                                                     | Saneczkarstwo        | Jedynki mężczyzn             | 3:28,39 min  |
| Srebro | Ute Rührold                                                      | Saneczkarstwo        | Jedynki kobiet               | 2:59,49 min  |
| Brąz   | Hansjörg Knauthe, Joachim Meischner, Dieter Speer, Horst Koschka | Biathlon             | Sztafeta 4 x 7,5 km mężczyzn | 1:54:57,67 h |
| Brąz   | Karl-Heinz Luck                                                  | Kombinacja norweska  | indywidualnie                | 398,800 pkt  |
| Brąz   | Manuela Groß, Uwe Kagelmann                                      | Łyżwiarstwo figurowe | pary sportowe                | 411,8 pkt    |
| Brąz   | Rainer Schmidt                                                   | Skoki narciarskie    | Skocznia K-110               | 219,3 pkt    |
| Brąz   | Wolfram Fiedler                                                  | Saneczkarstwo        | Jedynki mężczyzn             | 3:28,73 min  |
| Brąz   | Klaus-Michael Bonsack, Wolfram Fiedler                           | Saneczkarstwo        | Dwójki mężczyzn              | 1:29,16 min  |
| Brąz   | Margit Schumann                                                  | Saneczkarstwo        | Jedynki kobiet               | 2:59,54 min  |

## Skład kadry

### Biathlon
Mężczyźni
| Zawodnik                                                      | Konkurencja         | czas biegu | Kary | Łączny czas | Pozycja |
| ------------------------------------------------------------- | ------------------- | ---------- | ---- | ----------- | ------- |
| Hansjörg Knauthe                                              | Bieg na 20 km       | 1:15:07,60 | 1:00 | 1:16:07,60  | srebro  |
| Dieter Speer                                                  | Bieg na 20 km       | 1:13:43,63 | 7:00 | 1:20:43,63  | 13.     |
| Günther Bartnik                                               | Bieg na 20 km       | 1:16:01,73 | 5:00 | 1:21:01,73  | 15.     |
| Horst Koschka                                                 | Bieg na 20 km       | 1:17:24,58 | 5:00 | 1:22:24,58  | 20.     |
| Hansjörg Knauthe Joachim Meischner Dieter Speer Horst Koschka | Sztafeta 4 × 7,5 km | 1:54:57,67 | 4    | 1:54:57,58  | brąz    |

### Biegi narciarskie
Mężczyźni
| Zawodnik                                                    | Konkurencja        | czas       | Pozycja |
| ----------------------------------------------------------- | ------------------ | ---------- | ------- |
| Axel Lesser                                                 | Bieg na 15 km      | 46:17,01   | 6.      |
| Gert-Dietmar Klause                                         | Bieg na 15 km      | 46:33,40   | 13.     |
| Gerd Heßler                                                 | Bieg na 15 km      | 48:04,15   | 25.     |
| Rainer Groß                                                 | Bieg na 15 km      | 48:05,86   | 26.     |
| Gert-Dietmar Klause                                         | Bieg na 30 km      | 1:39:15,54 | 8.      |
| Axel Lesser                                                 | Bieg na 30 km      | 1:39:49,24 | 12.     |
| Gerd Heßler                                                 | Bieg na 30 km      | 1:41:37,47 | 18.     |
| Eberhard Klessen                                            | Bieg na 30 km      | 1:43:15,99 | 21.     |
| Gert-Dietmar Klause                                         | Bieg na 50 km      | 2:46:17,43 | 9.      |
| Eberhard Klessen                                            | Bieg na 50 km      | 2:49:53,01 | 16.     |
| Rainer Groß                                                 | Bieg na 50 km      | 2:50:15,91 | 18.     |
| Gerd Heßler Axel Lesser Gerhard Grimmer Gert-Dietmar Klause | Sztafeta 4 × 10 km | 2:10:03,73 | 6.      |

Kobiety
| Zawodnik                                    | Konkurencja       | czas      | Pozycja |
| ------------------------------------------- | ----------------- | --------- | ------- |
| Renate Fischer-Köhler                       | Bieg na 5 km      | 17:41,07  | 14.     |
| Gabi Haupt                                  | Bieg na 5 km      | 17:55,04  | 20.     |
| Anni Unger                                  | Bieg na 5 km      | 18:13,19  | 28.     |
| Christine Phillip                           | Bieg na 5 km      | 18:17,02  | 30.     |
| Renate Fischer-Köhler                       | Bieg na 10 km     | 35:46,96  | 9.      |
| Gabi Haupt                                  | Bieg na 10 km     | 36:38,41  | 18.     |
| Anni Unger                                  | Bieg na 10 km     | 36:45,24  | 20.     |
| Christine Phillip                           | Bieg na 10 km     | 37:51,76  | 31.     |
| Gabi Haupt Renate Fischer-Köhler Anni Unger | Sztafeta 3 × 5 km | 50::28,45 | 5.      |

### Kombinacja norweska
Mężczyźni
| Zawodnik        | Konkurencja   | Bieg narciarski | Bieg narciarski | Bieg narciarski | Skoki narciarskie | Skoki narciarskie | Skoki narciarskie | Skoki narciarskie | Skoki narciarskie | Skoki narciarskie | Skoki narciarskie | Skoki narciarskie | Łącznie | Pozycja |
| Zawodnik        | Konkurencja   | Czas biegu      | Pozycja         | Punkty          | Skok 1            | Nota              | Skok 2            | Nota              | Skok 3            | Nota              | Punkty            | Pozycja           | Łącznie | Pozycja |
| --------------- | ------------- | --------------- | --------------- | --------------- | ----------------- | ----------------- | ----------------- | ----------------- | ----------------- | ----------------- | ----------------- | ----------------- | ------- | ------- |
| Ulrich Wehling  | Indywidualnie | 49:15,3         | 3.              | 212,44          | 78,0              | 101,6             | 76,5              | 99,3              | 77,5              | 96,2              | 200,9             | 4.                | 413,34  | złoto   |
| Karl-Heinz Luck | Indywidualnie | 48:24,9         | 1.              | 220,00          | 69,5              | 85,0              | 74,0              | 93,8              | 67,0              | 65,4              | 178,8             | 17.               | 398,80  | brąz    |
| Günter Deckert  | Indywidualnie | 50:41,1         | 10.             | 199,57          | 78,5              | 104,9             | 71,0              | 77,0              | 83,0              | 78,5              | 183,4             | 12.               | 382,97  | 9.      |
| Hans Hartleb    | Indywidualnie | 52:14,2         | 28.             | 185,605         | 74,0              | 91,2              | 73,0              | 92,7              | 78,5              | 71,8              | 183,9             | 11.               | 369,505 | 18.     |

### Łyżwiarstwo figurowe
| Zawodnik                    | Konkurencja   | Nota   | Pozycja |
| --------------------------- | ------------- | ------ | ------- |
| Sonja Morgenstern           | Solistki      | 2579,4 | 6.      |
| Christine Errath            | Solistki      | 2489,3 | 8.      |
| Jan Hoffmann                | Soliści       | 2567,6 | 6.      |
| Manuela Groß Uwe Kagelmann  | Pary sportowe | 411,8  | brąz    |
| Annette Kansy Axel Salzmann | Pary sportowe | 392,6  | 8.      |

### Łyżwiarstwo szybkie
Kobiety
| Zawodnik                     | Konkurencja   | Konkurencja   | Konkurencja    | Konkurencja    | Konkurencja    | Konkurencja    | Konkurencja    | Konkurencja    |
| Zawodnik                     | Bieg na 500 m | Bieg na 500 m | Bieg na 1000 m | Bieg na 1000 m | Bieg na 1500 m | Bieg na 1500 m | Bieg na 3000 m | Bieg na 3000 m |
| Zawodnik                     | Czas          | Miejsce       | Czas           | Miejsce        | Czas           | Miejsce        | Czas           | Miejsce        |
| ---------------------------- | ------------- | ------------- | -------------- | -------------- | -------------- | -------------- | -------------- | -------------- |
| Ruth Budzisch-Schleiermacher | 45,78         | 13.           | 1:52,65        | 33.            |                |                |                |                |
| Rosemarie Taupadel           |               |               | 1:33,79        | 12.            | 2:22,35        | 5.             | 5:12,85        | 15.            |

### Saneczkarstwo
Mężczyźni
| Zawodnik                              | Konkurencja | Ślizg 1 | Ślizg 2 | Ślizg 3 | Ślizg 4 | Łącznie | Pozycja |
| ------------------------------------- | ----------- | ------- | ------- | ------- | ------- | ------- | ------- |
| Wolfgang Scheidel                     | Jedynki     | 52,17   | 52,06   | 51,58   | 51,77   | 3:27,58 | złoto   |
| Harald Ehrig                          | Jedynki     | 52,60   | 52,32   | 51,74   | 51,73   | 3:28,39 | srebro  |
| Wolfram Fiedler                       | Jedynki     | 53,04   | 52,55   | 51,61   | 51,53   | 3:28,73 | brąz    |
| Klaus-Michael Bonsack                 | Jedynki     | 52,98   | 52,72   | 51,54   | 51,92   | 3:29,16 | 4.      |
| Horst Hörnlein Reinhard Bredow        | Dwójki      | 44,27   | 44,08   |         |         | 1:28,35 | złoto   |
| Klaus-Michael Bonsack Wolfram Fiedler | Dwójki      | 44,69   | 44,47   |         |         | 1:29,16 | brąz    |

Kobiety
| Zawodnik          | Konkurencja | Ślizg 1 | Ślizg 2 | Ślizg 3 | Ślizg 4 | Łącznie | Pozycja |
| ----------------- | ----------- | ------- | ------- | ------- | ------- | ------- | ------- |
| Anna-Maria Müller | Jedynki     | 45,00   | 45,00   | 44,86   | 44,32   | 2:59,18 | złoto   |
| Ute Rührold       | Jedynki     | 44,95   | 45,23   | 44,76   | 44,55   | 2:59,49 | srebro  |
| Margit Schumann   | Jedynki     | 44,95   | 45,38   | 44,65   | 44,56   | 2:59,54 | brąz    |

### Skoki narciarskie
Mężczyźni
| Konkurencja            | Skoczek               | Skok 1    | Skok 1 | Skok 2    | Skok 2 | Nota  | Pozycja |
| Konkurencja            | Skoczek               | odległość | Nota   | odległość | Nota   | Nota  | Pozycja |
| ---------------------- | --------------------- | --------- | ------ | --------- | ------ | ----- | ------- |
| Skocznia normalna K-86 | Rainer Schmidt        | 80,5      | 114,5  | 75,0      | 102,7  | 217,2 | 15.     |
| Skocznia normalna K-86 | Henry Glaß            | 78,0      | 109,5  | 73,5      | 102,3  | 211,8 | 18.     |
| Skocznia normalna K-86 | Hans-Georg Aschenbach | 74,0      | 103,1  | 69,5      | 95,4   | 198,5 | 31.     |
| Skocznia normalna K-86 | Manfred Wolf          | 77,5      | 109,2  | 81,0      | 85,8   | 195,0 | 38.     |
| Skocznia duża K-110    | Rainer Schmidt        | 98,5      | 106,4  | 101,0     | 112,9  | 219,3 | brąz    |
| Skocznia duża K-110    | Manfred Wolf          | 107,0     | 120,3  | 89,5      | 94,8   | 215,1 | 5.      |
| Skocznia duża K-110    | Henry Glaß            | 91,0      | 97,9   | 84,0      | 85,1   | 183,0 | 20.     |
| Skocznia duża K-110    | Heinz Wosipiwo        | 82,0      | 74,3   | 87,0      | 85,3   | 159,6 | 39.     |